# Sierra Pacific Airlines
Sierra Pacific Airlines è una compagnia aerea charter statunitense con sede a Tucson, Arizona. Opera voli charter passeggeri e sub-charter per altre lo United States Forest Service, le United States Armed Forces e lo United States Marshals Service. Sierra Pacific operava precedentemente servizi passeggeri di linea negli Stati Uniti occidentali con aerei a elica e turboelica.

## Storia

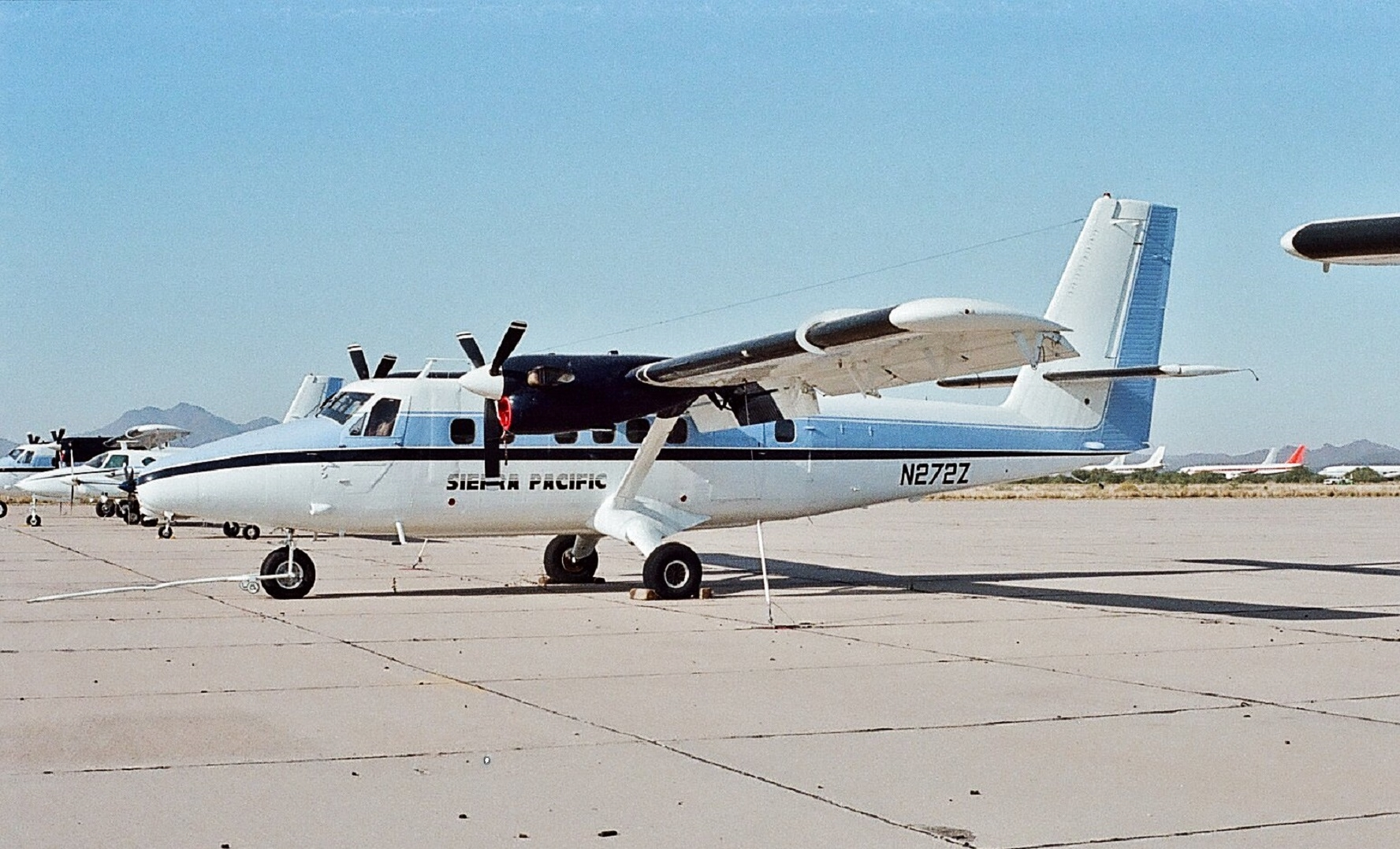
Un de Havilland Canada DHC-6 Twin Otter a Pinal Airpark (Marana), Arizona, 1982

La compagnia aerea fu inizialmente fondata come Trans Sierra Airlines nel 1971 da Chris Condon e Allan Silliphant investendo i profitti del successo al botteghino Soft X e successivamente del film 3D The Stewardesses. La sede era a Burbank (California). Le attività di volo iniziarono poco dopo con un Piper PA-31. Nel 1971 furono aggiunti pochi collegamenti minori e l'azienda fu ribattezzata Sierra Pacific Airlines quando la FAA rilasciò il permesso di utilizzare aeromobili di peso superiore a 12.500 libbre. Usando Aspen Airways come modello, altri velivoli furono un bimotore Piper Aztec da quattro passeggeri, due bimotori Cessna 402 da otto passeggeri; seguì, durante la stagione sciistica del 1973, l'introduzione di un Convair CV-440 da 44 passeggeri. L'aereo veniva utilizzato dalla nuova base di armamento nell'aeroporto Hollywood-Burbank. Le destinazioni includevano Las Vegas (LAS), Los Angeles (LAX), Fresno (FAT), Bishop (BIH), Mammoth Lakes (MMH) e San Jose (SJC). Nel 1973, Sierra Pacific fu acquistata da Mammoth Mountain Ski Area che gestiva tutta la frequentata area sciistica. Durante la stagione invernale del 1975-1976, la compagnia aerea effettuò con un Convair CV-580 da 50 posti e un Handley Page HP.137 "Jetstream" da 19 un servizio diretto da Mammoth Lakes a Los Angeles, Las Vegas e Fresno, sia direttamente che con scalo a Burbank. Successivamente Mammoth Mountain Ski Area vendette l'azienda.
Sierra Pacific utilizzava anche un de Havilland Canada DHC-6 Twin Otter ad uso esclusivo della Commissione per i Servizi Pubblici dello Stato della California, pur avendo l'autorizzazione del CAB ad attraversare i confini di stato. Nel luglio 1978 integrò le attività di Mountain West Aviation e le mantenne fino al marzo 1981. Nell'ottobre 1979 cessò le attività regolari per dedicarsi eclusivamente ai charter spostando la base di armamento a Tucson (Arizona).
Attualmente è interamente di proprietà del Sierra Pacific Group. Fino alla morte, avvenuta nel novembre 2014, presidente per lungo periodo fu Garfield Thorsrud, il fondatore di Mountain West Aviation. Thorsrud era stato un paracadutista smokejumper all'inizio della carriera; successivamente prestò servizio nella CIA, anche con la nebulosa Intermountain Aviation.

## Flotta

### Flotta attuale
A dicembre 2022 la flotta di Sierra Pacific Airlines è così composta:

### Flotta storica

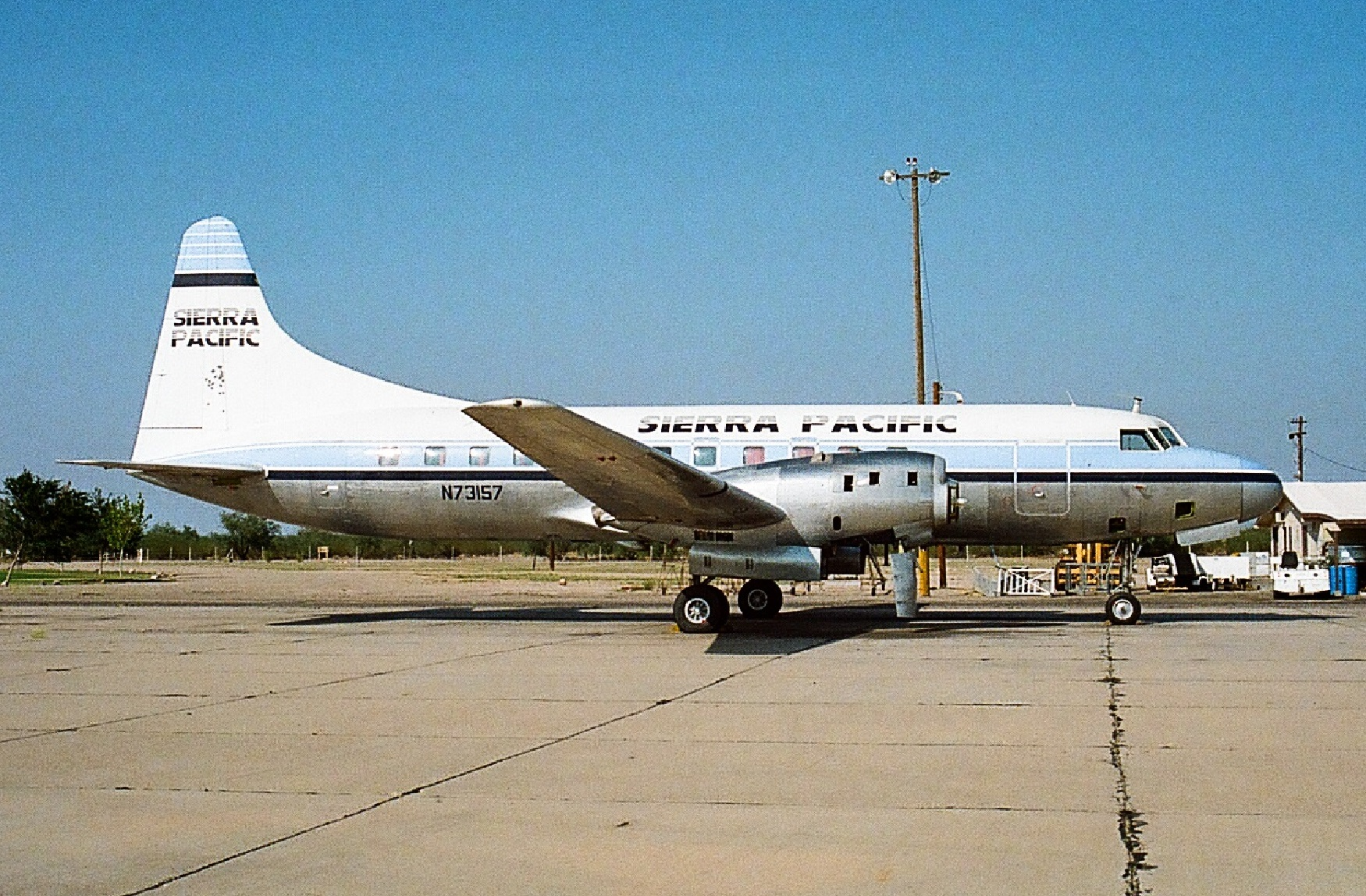
Un Convair CV-580 a Pinal Airpark (Marana), Arizona, 1987

Sierra Pacific Airlines operava in precedenza con i seguenti aeromobili:
- Boeing 737-100
- Boeing 737-200
- Boeing 737-300
- Cessna 402
- Convair CV-440
- Convair CV-580
- De Havilland Canada DHC-6 Twin Otter
- Handley Page Jetstream
- Piper Aztec

## Incidenti
- Il 13 marzo 1974, il volo Sierra Pacific Airlines 802, un Convair CV-440 operante per una troupe cinematografica della Wolper Productions che girava uno speciale sugli uomini di Neanderthal dell'era glaciale, si schiantò contro la vicina cresta delle White Mountains durante la sua salita dall'aeroporto regionale della Sierra orientale a Bishop, California. Tutti i 36 a bordo rimasero uccisi. Il filmato della troupe venne recuperato dal relitto della sezione di coda e trasmesso come documentario televisivo denominato Primal Man. L'NTSB non è mai stata in grado di determinare la causa dell'incidente.[8]